# Emil Krcha
Emil Krcha (ur. 1894 w Kałuszu, zm. 1972 w Krakowie) – polski malarz, postimpresjonista.

## Życiorys
W sierpniu 1914 wstąpił do 1 kompanii I baonu 2 pułku piechoty I Brygady Legionów Polskich, nosił pseudonim Korsak. Od 1916 w armii austriackiej, pod koniec 1917 wstąpił do Polskiego Korpusu Posiłkowego. Przeszedł do rezerwy w 1918.
Studiował w 1919–25 w Akademii Sztuk Pięknych w Krakowie w pracowniach Teodora Axentowicza, Stanisława Kamockiego i Ignacego Pieńkowskiego. Dzięki uzyskanemu stypendium rządowemu kontynuował studia w Paryżu w 1925 i 1927–31 oraz odbył podróże do Holandii i Belgii. W 1922 wstąpił do Związku Polskich Artystów Plastyków. Był współzałożycielem i członek ugrupowania Zwornik, razem z tą grupą brał udział w wystawach od 1929 do 1933. Mieszkał w Krzemieńcu, gdzie nauczał rysunku w miejscowym liceum i zorganizował Rysunkowe Ognisko Wakacyjne, a w 1943 przeniósł się do Krakowa. W 1945 zamieszkał we Wrocławiu, gdzie był współorganizatorem i profesorem Wyższej Szkoły Sztuk Pięknych. W 1950 powrócił do Krakowa, wykładał na Akademii Sztuk Pięknych. Emil Krcha poza twórczością malarską zajmował się również muzyką, ukończył studia muzyczne u prof. Kazimierza Skarżyńskiego i był wytrawnym wiolonczelistą.

## Twórczość
Malował techniką olejną i akwarelą, tematami obrazów były pejzaże, sceny rodzajowe, martwe natury o ściszonym, harmonijnym kolorycie utrzymanym w ciepłych tonacjach, zróżnicowanej, malarskiej fakturze i uproszczonych, niekiedy prymitywizowanych formach. Krytycy oceniają, że wzorcami malarstwa Emila Krchy była sztuka holenderska i polskie malarstwo ludowe. Artysta dobrze znał twórczość Hucułów. Często wystawiał swoje prace z innymi twórcami, ale również wiele wystaw miało charakter indywidualny. W 1932, 1949 wystawiał w Krakowie w Towarzystwie Przyjaciół Sztuk Pięknych, w 1934 i 1937 miały miejsce wystawy w poznańskim Salonie 33. Ponadto wystawiał w 1933 we Lwowie, w 1949 w Krakowie, w 1960 we Wrocławiu i rok później w Olsztynie. Po śmierci artysty odbyły się trzy wystawy jego dorobku, w 1978 w Bydgoszczy, w 1979 we Wrocławiu i w 1985 w Sanoku.

## Odznaczenia
Za postawę bojową podczas I wojny światowej i późniejszą pracę artystyczną był wielokrotnie nagradzany, były to m.in.
- Krzyż Walecznych,
- Medal Niepodległości,
- Złoty Krzyż Zasługi,
- Krzyż Oficerski Orderu Odrodzenia Polski.